# Rolex

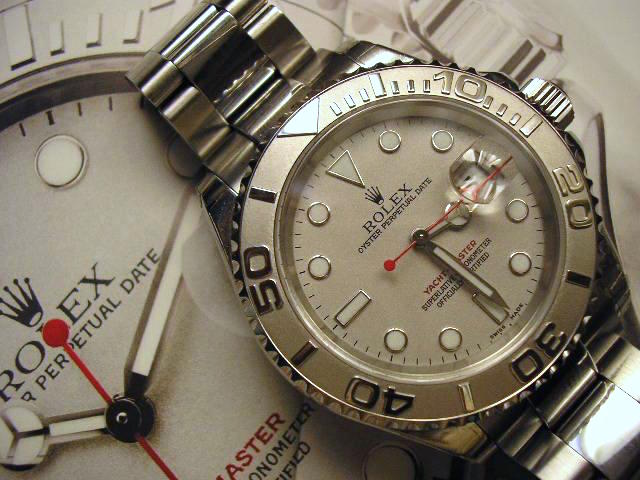
Modelul Rolex Yacht-Master

Rolex este o companie elvețiană producătoare de ceasuri de lux.
Istoria companiei Rolex începe în 1905 când germanul Hans Wilsdorf înființează compania la Londra.
După numai trei ani (1908), Rolex se mută în Elveția unde și-a păstrat sediul principal până în prezent.